# Epipola
Epipola è un personaggio della mitologia greca, figlia di Trachione.

## Storia
Il padre ricevette l'ordine di recarsi in Aulide per partecipare alla guerra di Troia. Era però troppo anziano per combattere e non aveva figli maschi da mandare in guerra. Allora sua figlia Epipola radunò gli schieramenti del padre e al suo posto si recò al porto di Aulide, mascherata da uomo. Palamede, che già aveva scoperto l'inganno di Ulisse, riuscì a svelare l'identità di Epipola e, nonostante le proteste di Achille, al quale la giovane aveva chiesto aiuto, la fece uccidere a sassate dall'esercito acheo.
L'unica fonte antica che riferisce su questo personaggio è un passo di Tolomeo Chenno, citato dal patriarca Fozio nella sua Biblioteca (cod. 190).